# اوپرسهاوزن
اوپرسهاوزن (به آلمانی: Oppershausen) یک شهر در آلمان است که در تورینگن واقع شده‌است. اوپرسهاوزن ۳۴۹ نفر جمعیت دارد.